# シュマン (ジュラ県)
シュマン （Chemin）は、フランス、ブルゴーニュ＝フランシュ＝コンテ地域圏、ジュラ県のコミューン。

## 人口統計
| 1962年 | 1968年 | 1975年 | 1982年 | 1990年 | 1999年 | 2006年 | 2014年 |
| ------ | ------ | ------ | ------ | ------ | ------ | ------ | ------ |
| 295    | 317    | 294    | 333    | 383    | 380    | 358    | 344    |

参照元:1962年から1999年までは複数コミューンに住所登録をする者の重複分を除いたもの。それ以降は当該コミューンの人口統計によるもの。1999年までEHESS/Cassini、2006年以降INSEE。